# Tylice (Cuyavia y Pomerania)
Tylice [pronunciación en polaco: /tɨˈlit͡sɛ/] es un pueblo en el distrito administrativo de Gmina Łysomice, dentro del condado de Toruń, Voivodato de Cuyavia y Pomerania, en el centro-norte de Polonia. Se encuentra aproximadamente a las 9 kilómetros al noreste de Toruń.
El pueblo tiene una población de 200 habitantes.